# Pin (Belgique)
Pour les articles homonymes, voir Pin.
Pin (en gaumais Pèng) est un village de la ville et commune belge de Chiny situé en Région wallonne dans la province de Luxembourg.
Avant la fusion des communes de 1977, Pin faisait partie de la commune d'Izel.

## Situation
Pin est un petit village gaumais situé à quelques hectomètres au sud du village d'Izel lui-même implanté sur la rive gauche de la Semois. La localité est traversée d'ouest en est par la route nationale 83 Florenville-Arlon et du nord au sud par la route nationale 840 Chiny - Villers-devant-Orval appelée avenue Germain Gilson entre Izel et Pin.

## Description
L'habitat du village est assez concentré.
La localité s'étend vers le sud-est par l'implantation de constructions récentes le long des rues Nouvelle et de l'Amérique.

## Patrimoine
L'église dédiée à Saint Walfroy (ou Walfroid) a été bâtie en 1903 d'après les plans de l'architecte Édouard Van Gheluwe

## Activités
Pin possède une école fondamentale libre situé dans la rue de l'Auwy. Ce village possède aussi l'école maternelle de l' ARIzel situé dans la rue de la Petite Ecole. 